# Alfa Ibrahima Sow
Alfa Ibrahima Sow ou Alpha Ibrahima Sow est un homme de lettres franco-guinéen, chercheur en linguistique spécialiste de la langue peule. Il est né le 8 octobre 1934 à Tougué, en Guinée française, et il est décédé le 21 janvier 2005 à Conakry.    

## Parcours scolaire
Âgé d'une dizaine d'années, Alfa Ibrahima Sow décide, contre l'avis de ses parents de s'inscrire à l'école française. Après un cycle primaire en 3 ans et un baccalauréat obtenu en 5 ans après son entrée au collège, il est admis à la faculté de Dakar en 1956. Il poursuit son cursus à l'université Paris I -Panthèon Sorbonne et basera son mémoire sur une étude comparative entre l'œuvre d'Agrippa d'Aubigné et celles de certains poètes peuls du Foûta-Djalon (La Femme, la Vache, la Foi et Chroniques et récits du Foûta Djalon). 

## Vie professionnelle
En 1975, Alfa Ibrahima Sow et son maître à penser Amadou Hampâté Bâ reçoivent le prix de la langue-française, décernée par l'Académie Française en témoignage, de la reconnaissance pour les services rendus au dehors, à la langue française. Cette récompense vient couronner sa volonté de faire reconnaitre l'existence des poètes du Foûta-Djalon, qu'il avait entrepris depuis 1960. En parallèle de ses recherches, Alfa Ibrahima Sow crée en 1974, l'association d'auteurs-éditeurs, Nubia, avec le Professeur Alpha Condé, Maurice Ahanhanzo Glèlè, Mambou Aimée Gnali, Tchicaya U Tam'si, Henri Lopes et d'autres pan africanistes. Cette maison d'édition vit le jour grâce au soutien financier d'Amadou Hampâté Bâ, qui croyait en la mission de laisser une trace, un « testimonial » d’une culture africaine passée, présente et future. 
L'ensemble de ses études lui ont permis d'obtenir le titre de Titulaire de la chaire de littérature et culture de l'Afrique occidentale à l'Institut National des Langues et Civilisations Orientales (INALCO) où il enseigna jusqu'en 1992. Il fut, souvent, sollicité par l'UNESCO, et participa à des conférences dont celles de Bamako en 1966 sur la transcription des langues africaines. À la suite de cette dernière, un référentiel de l'orthographe peul toujours en vigueur fut adopté.

## Vie politique et militante
Membre actif de la Fédération des Étudiants d'Afrique Noire en France (FEANF), Il a, aussi, participé à la création du Mouvement National Démocratique avec Alpha Condé et ses compagnons d'exil.  
Défendant l’indépendance de son pays, Alfa Ibrahima Sow s’engage politiquement et fonde notamment l’Union des Forces Démocratiques en 1991 en Guinée.   
En 1998, il est Directeur de campagne d'Alpha Condé.  